# Jankov u Českých Budějovic
Jankov (deutsch Jankau) ist eine Gemeinde in Tschechien. Sie liegt 13 Kilometer westlich des Stadtzentrums von České Budějovice und gehört zum Okres České Budějovice.

## Geographie

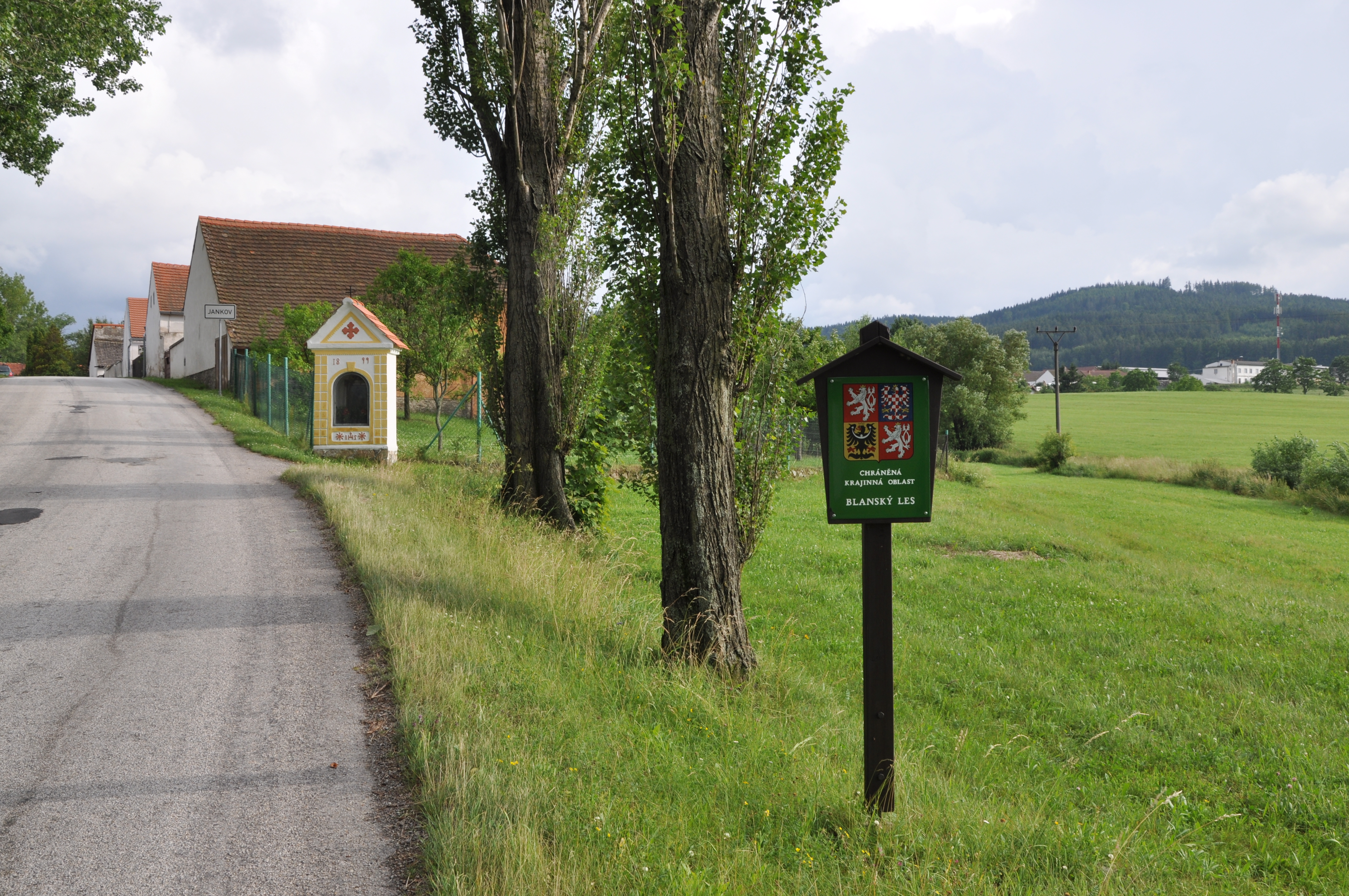
Ortseingang Jankov

Jankov befindet sich in den nördlichen Ausläufern des Blanský les und wird vom Jankovský potok durchflossen. Südlich erstreckt sich ein Höhenzug mit dem Skalka (684 m), Střední Hora (702 m) und Svelhan (721 m). Im Nordosten liegt der Vráže (480 m).
Nachbarorte sind Borovka und Čakov im Norden, Čakovec im Osten, Kvítkovice, Habří und Bohouškovice im Südosten, Chmelná im Süden, Nová Ves im Südwesten, Holašovice im Westen sowie Záboří im Nordwesten.

## Geschichte
Die erste urkundliche Erwähnung von Jankov stammt aus dem Jahre 1379.
Im Urwald am Skalka südwestlich von Jankov befinden sich zwei historische Grabhügel. 1927 wurde dort ein Bronzeschatz aus Werkzeugen sowie Frauen- und Männerschmuck aus der Zeit der Knovízská-Kultur entdeckt, der in die Zeit zwischen 1300 und 900 v. Chr. datiert.
Jankov ist Mitglied der Mikroregion Blanský les-podhůří.

## Gemeindegliederung
Die Gemeinde Jankov besteht aus den Ortsteilen Holašovice (Hollschowitz) und Jankov (Jankau), die zugleich auch Katastralbezirke bilden. Zu Jankov gehört außerdem der Wohnplatz U Beneda.

## Bevölkerungsentwicklung
| Jahr      | 1869 | 1880 | 1890 | 1900 | 1910 | 1921 | 1930 | 1950 | 1961 | 1970 | 1980 | 1991 | 2001 | 2011 | 2021 |
| --------- | ---- | ---- | ---- | ---- | ---- | ---- | ---- | ---- | ---- | ---- | ---- | ---- | ---- | ---- | ---- |
| Einwohner | 505  | 514  | 485  | 474  | 465  | 517  | 494  | 347  | 379  | 349  | 362  | 356  | 369  | 380  | 377  |

## Sehenswürdigkeiten
- Bauten des böhmischen Bauernbarock in Jankov und Holašovice. Das Dorf Holašovice ist auf der UNESCO-Welterbeliste eingetragen
- Kapelle auf dem Dorfplatz in Jankov, errichtet 1882
- Kapelle am Dorfplatz von Holašovice, errichtet 1755